# 薩沃伊歌劇
薩沃伊歌劇（Savoy opera），19世紀後期英國流行的歌劇，是一種帶有諷刺意味的喜劇。
由英國音樂劇作曲家阿瑟·萨利文爵士（Sir Arthur Sullivan）與劇作家威廉·S·吉尔伯特（W. S. Gilbert）合作的歌劇稱之為“薩沃伊歌劇”，兩人合稱“吉尔伯特与萨利文”。吉爾伯特喜歡裝傻，爱讽刺人，一改過去歌劇嚴肅的風格，劇中將很多现实中荒诞的一面演得合情合理。薩沃伊歌劇此名称的由来源自「薩伏依劇院」。該剧院位于英国伦敦西敏市的河岸街。它开业于1881年10月10日，由理查德·多伊利·卡特(Richard D'Oyly Carte)兴建于昔日的萨沃伊宫遗址，萨沃伊剧院專門演出吉尔伯特与薩利文的喜歌剧，例如《日本天皇》。因此後人將此類於萨沃伊剧院演出的劇種称为萨沃伊歌剧。
《陪審團的判決》（Trial By Jury）是他們合作的成名作，是一部不带台词、由演唱贯穿全場的劇作。后来百老汇的许多傻气的音乐剧里可以找到“吉尔伯特与萨利文”的影子。他們主要的作品有《日本天皇》（The Mikado）、《皮纳福号军舰》（HMS Pinafore）、《彭赞斯的海盗》。

## 延伸阅读
- Ainger, Michael. . Oxford: Oxford University Press. 2002.
- Bradley, Ian. . Oxford, England: Oxford University Press. 1996.
- Crowther, Andrew. . Associated University Presses. 2000. ISBN 0-8386-3839-2.
- Gilbert, W. S. . Hertfordshire, England: Wordsworth Editions Ltd. 1994. ISBN 1-85326-313-3.
- Jacobs, Arthur.  Second. Portland, OR: Amadeus Press. 1992.
- O'Brien, Christopher. . London: Stainer & Bell. 2015.
- Smith, Geoffrey. . London: Robert Hale Limited. 1983.
- Stedman, Jane W. . Oxford University Press. 1996. ISBN 0-19-816174-3.
- Williams, Carolyn. . New York: Columbia University Press. 2010. ISBN 0-231-14804-6.
- Wolfson, John. . London: Chappell & Company Limited. 1976.